# Neidlingen (Obersulm)
Neidlingen ist eine Ortswüstung auf der Gemarkung der Gemeinde Obersulm im Landkreis Heilbronn im nördlichen Baden-Württemberg. Der Ort wurde erstmals 1275 und letztmals 1405 urkundlich erwähnt. Aufgrund der Namensform wird vermutet, dass Neidlingen der älteste Ort im Schlierbachtal gewesen sein könnte, einem Seitental des Sulmtals. Von dort aus wurde dann wohl der bereits 1037 erwähnte Nachbarort Weiler gegründet, der bald den älteren Ort überflügelte, weil dort die Burg der Herren von Weiler stand.

## Lage
Über die Lage von Neidlingen herrschte lange Zeit Unklarheit. In der Mitte des 20. Jahrhunderts wurde der Ort noch zwischen Weiler und Eichelberg vermutet. 1966 fand schließlich ein Landwirt Siedlungsspuren in Form von Kulturerde und Scherben am südlichen Ortsrand von Weiler, die heute als Überreste von Neidlingen angesehen werden. Die geologischen Gegebenheiten ließen außerdem noch Begrenzungsgräben im Norden und Osten des einstigen Ortes erkennen. Neidlingen und das 1037 erstmals erwähnte Weiler lagen in unmittelbarer Nachbarschaft, ein Teil der Wüstung könnte heute mit dem zu Weiler zählenden Wohngebiet Ziegelfeld überbaut sein.

## Geschichte
Aufgrund der Endung auf -ingen geht die Forschung davon aus, dass Neidlingen bereits im Zuge der frühen alamannischen Besiedlung entstand und damit älter als die heutigen sechs Obersulmer Ortsteile ist, die keine für die frühe Siedlungszeit charakteristischen Namen tragen. Die enge Verbundenheit von Neidlingen und Weiler deutet ferner darauf hin, dass Weiler trotz seiner früheren Erwähnung wohl eine Ausbausiedlung von Neidlingen ist. Den ursprünglichen Siedlungskern von Weiler markiert der dortige Friedhof mit seiner alten Kapelle. Mit dem Vorgängerbauwerk von Schloss Weiler entstand schon im hohen Mittelalter eine Burg, womit dann Weiler zum bedeutenderen Ort wurde. Bereits bei der ersten urkundlichen Erwähnung von Neidlingen im Jahr 1275 wurde es als Teil von Weiler betrachtet. Von Weiler aus wurde dann wohl noch Eichelberg gegründet.
Graf Gottfried von Löwenstein und seine Frau Utta vermachten im Jahr 1275 dem Kloster Lichtenstern Güter in Weiler und umliegenden Orten, darunter auch einen Hof und eine Hube mit zehn Schilling Gült in Nydlingen, das hiermit zum ersten Male überhaupt erwähnt wurde. Letztmals genannt wurde der Ort im Jahr 1405, damals besaß Wilhelm von Weiler verschiedene Güter im Ort.
Die Siedlungsspuren Neidlingens, die man fand, deuten auf einen Brand um das Jahr 1400 hin, der den Ort zerstört haben könnte. Denkbar ist auch, dass der Ort zugunsten des an Bedeutung gewachsenen Nachbarorts Weiler aufgegeben wurde.